# Rosenkranz-Basilika (Karumathampatti)
Die Basilika Unserer Lieben Frau vom Heiligen Rosenkranz (englisch Basilica of Our Lady of the Holy Rosary) ist eine römisch-katholische Kirche in Karumathampatti, Tamil Nadu, Indien. Die Wallfahrtskirche des Bistums Coimbatore trägt den Titel einer Basilica minor. Sie wird von einer großen Zahl von Menschen besucht, um Unsere Liebe Frau vom Rosenkranz zu verehren.

## Geschichte
Das Heiligtum von Karumathampatty war bereits 1640 ein bekannter Wallfahrtsort, von dem die Mission in Distrikt Coimbatore bis 1850 geleitet wurde, bevor es in dessen Hauptstadt Coimbatore verlegt wurde. Der hl. Johannes de Britto soll als Missionar das Heiligtum 1676 besucht haben. Die ursprüngliche Kapelle wurde 1684 von den Soldaten des Rajahs von Mysore zerstört, aber bald darauf wieder aufgebaut. Die Kirche wurde 1784 erneut von Tipu Sultan bis auf den Eingang zerstört und 1803 wieder aufgebaut. 1840 wurde der Glockenturm errichtet, der Hauptaltar stammt von 1908.
Am 22. Juli 2019 erhielt die Kirche durch Papst Franziskus den Status Basilica minor verliehen. Die feierliche Verkündigung durch Erzbischof George Antonysamy erfolgte am 6. Oktober 2019 im Rahmen des Rosenkranzfestes, das jedes Jahr am ersten Sonntag im Oktober gefeiert wird.